# D'Hane de Steenhuyse

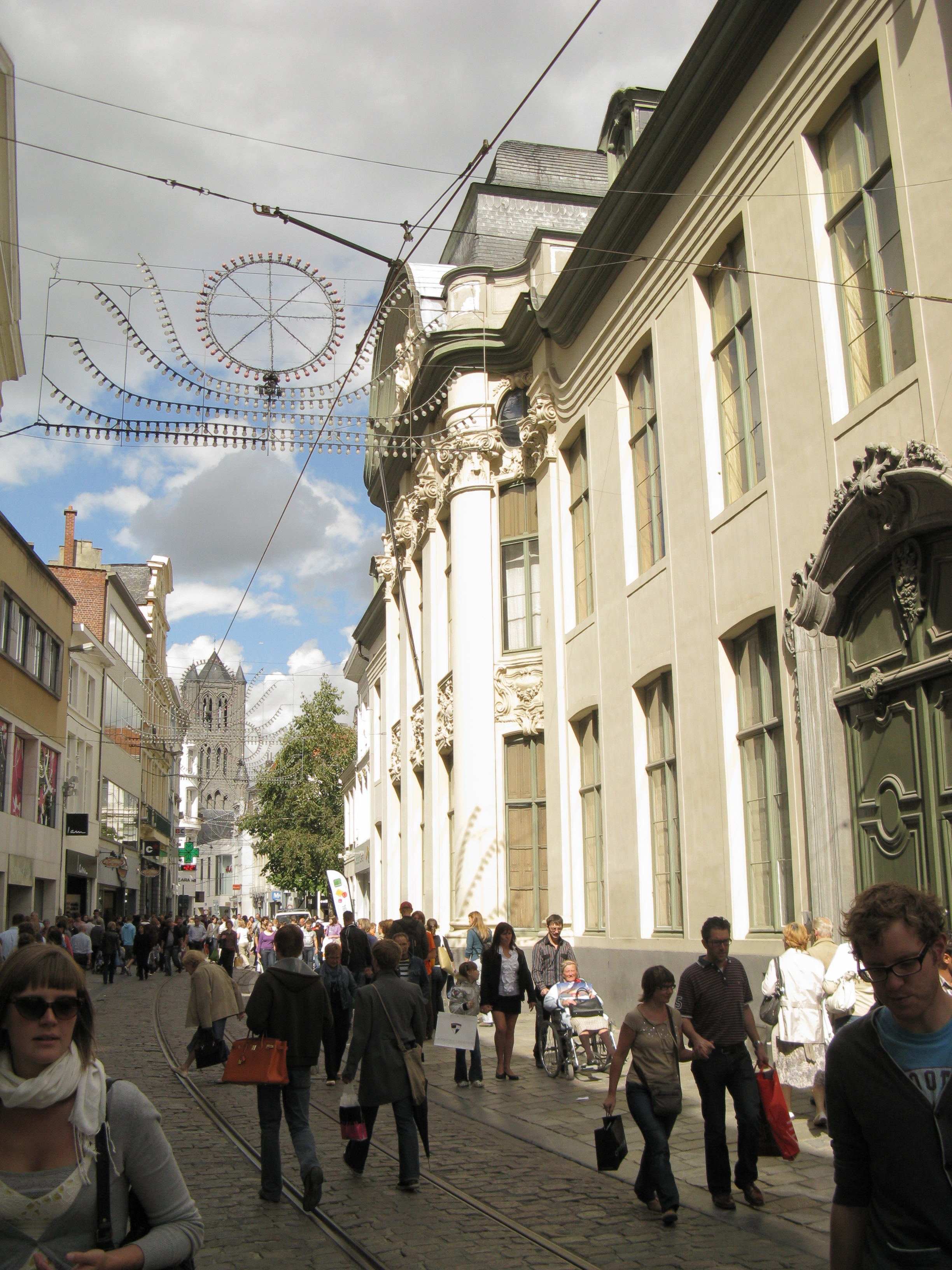
Het Hotel d'Hane-Steenhuyse in de Veldstraat in Gent, gebouwd door drie generaties van het geslacht d'Hane de Steenhuyse

D'Hane de Steenhuyse was een adellijke familie in de Oostenrijkse Nederlanden. De familie woonde en bezat een tijdlang in het Hotel d'Hane-Steenhuyse en in het Kasteel van Leeuwergem.

## Geschiedenis
De familie d'Hane zou afkomstig zijn uit Duitsland, waar de naam de Hane was. In 1307 was een Henri d'Hane schepen van Gent. Gilles en Jacob d'Hane werden schepen van Gent in 1358 en 1425. Sébastien d'Hane was gedurende een halve eeuw secretaris van de schepenbanken in Gent. In 1539 koos hij partij tegen de opstand van de Gentse bevolking, werd afgezet en moest de stad ontvluchten. Hij werd vogelvrij verklaard. Het jaar daarop nam keizer Karel V Gent in en werd d'Hane in zijn functie hersteld.
Op 20 augustus 1641 werd adelstand verleend 'voor zoveel als nodig' door koning Filips IV aan Sebastien d'Hane (1593-1682). In 1655 werd hij ook ridder. Zijn zoon Jean-Baptiste d'Hane werd ridder in 1659. Op 26 december 1768 verleende keizerin Maria-Theresia de bij eerstgeboorte overdraagbare titel van graaf, ten gunste van Emmanuel Ignace d'Hane. Bijkomend kreeg ook de tweede zoon, Jean-Baptiste d'Hane, in 1783 de titel van graaf.

## Genealogie
- graaf Emmanuel Ignace d'Hane (1702-1771) x Jeanne d'Heyne (1705-1736)
  - graaf Pierre Emmanuel d'Hane de Leeuwergem (1726 -1786) x Colette de la Villette
    - graaf Emmanuel Pierre d'Hane de Leeuwergem (1751-1797)
    - graaf Jean-Baptiste d'Hane de Steenhuyse (1757-1826) x Marie-Madeleine Rodriguez d'Evora y Vega (1760-1842)
      - graaf Charles d'Hane de Steenhuyse (1787-1858) x Christine Dons de Lovendeghem (1782-1846)
        - graaf Ernest d'Hane de Steenhuyse (1821-1887) x Mathilde de Marches (1832-1855)

      - jonkheer Louis-Emmanuel d'Hane de Steenhuyse (1788-1861) x Virginie de Kerchove d'Ousselghem (1801-1871)
      - jonkheer Constant d'Hane de Steenhuyse (1790-1850)
        - Charles-François d'Hane de Steenhuyse (1830-1888)

      - jonkheer Eugène d'Hane de Steenhuyse (1793-1853)
      - jonkheer Jean-Baptiste Joseph d'Hane de Steenhuyse (1797-1858) x Adelaïde de Potter (1803-1844)
      - jonkheer Edmond d'Hane de Steenhuyse (1802-1877)